# Ауэрбах, Ред
Арнольд Якоб «Ред» Ауэрбах (англ. Arnold Jacob «Red» Auerbach, 20 сентября 1917, Бруклин, Нью-Йорк — 28 октября 2006, Вашингтон, Округ Колумбия) — американский баскетбольный тренер, многолетний наставник клуба НБА «Бостон Селтикс» (1950—1966).
Ауэрбах — пионер современного баскетбола, он переосмыслил баскетбол, привнёс в игру доминирование команды и жесткую защиту, а не отдельные подвиги и высокую результативность, внедрил быстрый отрыв, как мощное наступательное оружие. Он воспитал многих игроков, которые введены в Зал славы баскетбола. Кроме того, Ауэрбах сыграл важную роль в разрушении барьеров дискриминации по цвету кожи в НБА. Он вошёл в историю как первый тренер, пригласивший в НБА афроамериканца (Чак Купер) в 1950 году, и первый, кто выставил на площадку стартовую пятёрку полностью из чернокожих игроков в 1964 году. Известен своими популистскими взглядами, широко известен его жест раскуривания сигары, когда он решал, что победа обеспечена, привычка, которая стала для многих «символом победы» во время его пребывания в Бостоне.
Наибольших успехов Ауэрбах достиг как тренер команды «Бостон Селтикс». Ему удалось построить одну из самых лучших команд в истории НБА с помощью таких игроков, как Боб Коузи и Билл Расселл. Тренерскую деятельность Рэд оставил в 1966 году. Процентное соотношение побед за его карьеру составило 0,662. Его рекордное число побед 1037 (включая победы в плей-офф) позже было побито тренером Ленни Уилкенсом. После своей отставки с поста главного тренера, Ред Ауэрбах несколько лет провёл в качестве главного менеджера команды (1970—1984), а затем и президента «Бостон Селтикс» (1970—1997, 2001—2006).

## Профессиональная карьера

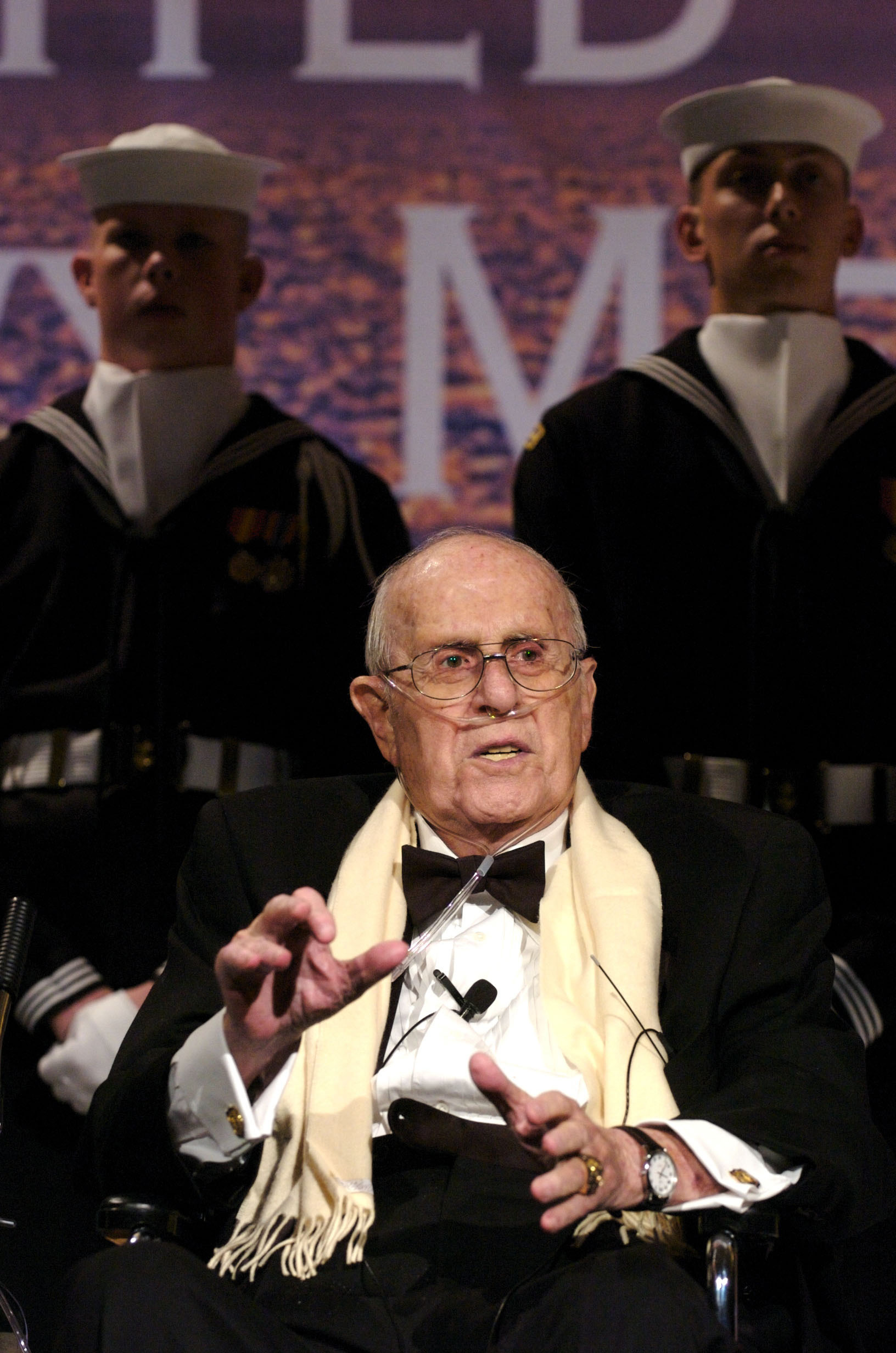
Ред Ауэрбах в 2006 году

Детство Ауэрбах провёл в Нью-Йорке, в Бруклине. Студенческие годы прошли в университете Джорджа Вашингтона, за команду которого он отыграл три сезона: был самым результативным игроком и считался одним из лучших в защите. В 1941 году получил степень магистра в области образования. Сыграл одну игру за команду Американской баскетбольной лиги «Гаррисберг Сенаторз» в сезоне 1942/43. Три года прослужил во флоте и тренировал команду военно-морской базы «Норфолк».
Ауэрбах первые три года своей профессиональной карьеры в НБА проработал в «Вашингтон Кэпиталс». В 1950 году владелец «Бостон Селтикс» Уолтер Браун назначил Рэда главным тренером. Ауэрбах тщательно создавал конкурентоспособную команду. Кульминацией становления «Селтикс» стала сделка 29 апреля 1956 года, в результате которой Эд Маколи и Клифф Хэган покинули Бостон в обмен на пик в первом раунде драфта 1956 года, под которым был выбран Билл Расселл. Появление центрового в команде стало началом чемпионской эры Бостона. Команда Реда девять раз выиграла звание чемпиона, восемь из них непрерывно (1957, 1959—66). В 1965 году Ауэрбах был удостоен звания тренера года НБА, который впоследствии получил его имя.
Перед сезоном 1966/67 Ауэрбах оставил пост главного тренера, и, став генеральным менеджером команды, назначил Билла Расселла играющим тренером. «Селтикс» продолжили выигрывать, добавив ещё два титула в 1968 и 1969 годах.
В начале 1970-х Ауэрбах занялся перестройкой «Селтикс», так как для команды наступили не очень удачные времена. Затишье было прервано удачным выбором на драфте 1978 года, когда Ауэрбах заполучил Ларри Бёрда, с приходом которого «Бостон» возобновил борьбу за чемпионство. В 1980 году его работу отметили наградой за лучший менеджмент. В этом же году он был признан «Лучшим тренером в истории НБА» по версии Ассоциации профессиональных баскетбольных журналистов Америки. В 1981 году «Селтикс» опять становятся чемпионами. Ред Ауэрбах, чтобы усилить команду и построить династию, отдает первый и 13-й пики на драфте 1981 «Голдэн Стейту», взамен получив молодого центрового Роберта Пэриша и 3-й пик, под которым был выбран Кевин Макхейл. «Кельты» добавили в копилку ещё два титула чемпионов НБА в 1984 и 1986 годах, во многом благодаря приходу в команду Дэнни Эйнджа, Денниса Джонсона, Билла Уолтона и других игроков.

## Награды и достижения
- 9-кратный чемпион НБА в качестве тренера команды «Бостон Селтикс» (1957, 1959—1966),
- Занимает первое место в списке 10 лучших тренеров НБА за всю историю лиги,
- Включён в Зал славы баскетбола (англ. Hall of Fame) (1969),
- Тренер года НБА (1965),
- Член Международного еврейского спортивного зала славы (1979),
- Член Национального еврейского спортивного зала славы (1996),
- Менеджер года НБА (1980),
- 7-кратный чемпион НБА в качестве менеджера клуба «Бостон Селтикс» (1968—1969, 1974, 1976, 1981, 1984, 1986).

## Книги
- Basketball for the Player, the Fan and the Coach (1952)
- Red Auerbach: An Autobiography (1977)
- On and Off the Court (1986)
- MBA: Management by Auerbach: Management Tips from the Leader of One of America's Most Successful Organisations (1991)
- Seeing Red: The Red Auerbach Story (1995)
- Let Me Tell You a Story: A Lifetime in the Game (2007)